# Great Bend (Nova York)
Great Bend és una concentració de població designada pel cens dels Estats Units a l'estat de Nova York. Segons el cens del 2000 tenia 801 habitants.

## Demografia
Segons el cens del 2000, Great Bend tenia 801 habitants, 313 habitatges, i 210 famílies. La densitat de població era de 52,7 habitants per km².
Dels 313 habitatges en un 31,6% hi vivien nens de menys de 18 anys, en un 59,1% hi vivien parelles casades, en un 5,1% dones solteres, i en un 32,9% no eren unitats familiars. En el 25,9% dels habitatges hi vivien persones soles el 7,7% de les quals corresponia a persones de 65 anys o més que vivien soles. El nombre mitjà de persones vivint en cada habitatge era de 2,56 i el nombre mitjà de persones que vivien en cada família era de 3,12.
Per edats la població es repartia de la següent manera: un 25,1% tenia menys de 18 anys, un 10,1% entre 18 i 24, un 30,5% entre 25 i 44, un 24,7% de 45 a 60 i un 9,6% 65 anys o més.
L'edat mediana era de 36 anys. Per cada 100 dones de 18 o més anys hi havia 106,2 homes.
La renda mediana per habitatge era de 32.250 $ i la renda mediana per família de 49.250 $. Els homes tenien una renda mediana de 38.000 $ mentre que les dones 20.417 $. La renda per capita de la població era de 16.177 $. Entorn del 8,4% de les famílies i el 13,2% de la població estaven per davall del llindar de pobresa.